# Aurelio Sabattani
 (septembre 2014).
Si vous disposez d'ouvrages ou d'articles de référence ou si vous connaissez des sites web de qualité traitant du thème abordé ici, merci de compléter l'article en donnant les références utiles à sa vérifiabilité et en les liant à la section « Notes et références ».
Aurelio Sabattani, né le 18 octobre 1912 à Casalfiumanese, dans la province de Bologne, en Émilie-Romagne en Italie et mort le 19 avril 2003 au Vatican, est un cardinal italien de la curie romaine, préfet du Tribunal suprême de la Signature apostolique de 1982 à 1988.

## Biographie

### Prêtre
Aurelio Sabattani est ordonné prêtre le 26 juillet 1935. 

### Évêque
Nommé Prélat de Lorette, avec le titre d'archevêque in partibus de Justiniana Prima (de), le 24 juin 1965, il est consacré le 25 juillet suivant par le cardinal Amleto Cicognani.
Le 30 septembre 1971, il est nommé secrétaire du Tribunal suprême de la Signature apostolique, avant d'en devenir pro-préfet le 17 mai 1982, puis préfet le 3 février 1983, juste après avoir été créé cardinal, jusqu'au 1er juillet 1988.
En outre, le 8 février 1983, il est nommé président de la Fabrique de Saint-Pierre et archiprêtre de la Basilique Saint-Pierre.
Il se retire de l'ensemble de ses charges à 78 ans, le 1er juillet 1991.

### Cardinal
Il est créé cardinal par le pape Jean-Paul II lors du consistoire du 2 février 1983 avec le titre de cardinal-diacre de Sant'Apollinare alle Terme Neroniane-Alessandrine.
Il est cardinal protodiacre à partir de 1990, jusqu'à ce qu'il soit élevé au rang de cardinal-prêtre le 5 avril 1993.